# De Voorst
De Voorst (ook 'de Vorste' of 'ter Voirst') is een rijksbeschermde historische buitenplaats met 22 complexonderdelen ten zuiden van Eefde in de Nederlandse gemeente Lochem, provincie Gelderland. Het ligt even ten oosten van Zutphen, ten noordoosten van Warnsveld.
Het huidige huis De Voorst werd gebouwd voor Arnold Joost van Keppel (1670-1718), Graaf van Albemarle. Het huis en de tuinen werden ontworpen door Jacobus Roman (1640-1716) en Daniël Marot (1661-1752). Het huis bestaat uit een rechthoekig corps-de-logis dat met gebogen galerijen is verbonden met de bouwhuizen. De in zuidelijke richting lopende dwarslaan gaat over in de hoofdas van 't Velde.

## Geschiedenis
't Goet ter Voirst wordt voor het eerst vermeld in 1378, als Gerard ter Voirst het 'Oude Voorst' in leen ontvangt van hertog Willem I van Gelre. Het geslacht De Vorste wordt al in 1190 genoemd. In 1561 overleed Evert ter Voirst en ging het bezit over aan zijn dochter Aleid. Na haar huwelijk in 1565 met Derck van Keppel, heer van Woolbeek (1540-1589), kwam De Voorst in het bezit van het geslacht Van Keppel. In 1609 werd hun zoon Oswald van Keppel, gehuwd met Mechteld van der Capelle, beleend met De Voorst. Het zou tot 1759 in het bezit van de familie Van Keppel blijven.
In de zeventiende eeuw was De Voorst een havezate zonder bijzondere betekenis. De Van Keppels waren wat men noemde van verarmde landelijke adel. Arnold Joost van Keppel, die in bijzondere gunst stond bij koning-stadhouder Willem III, liet de oude havezate vervangen door een geheel nieuwe en ambitieuze aanleg. De bouw van het hoofdhuis was geïnspireerd door het net voltooide paleis Het Loo, waarbij dezelfde architecten Roman en Marot betrokken waren. De tuinen van De Voorst waren net zo uitgestrekt als die van Het Loo. Lange lanen verbonden het complex met andere adellijke huizen en bossen van Van Keppel (o.a. kapperallee) in de omgeving en met de stad Zutphen (Voorsterallee). De fonteinen van De Voorst spoten zelfs hoger dan doe van Het Loo of Versailles, door een ingenieus systeem van waterdruk vanuit een watertoren aan de Berkel die met watermolenkracht de druk leverde. Bij oplevering werd het complex ook wel het Versailles van het Oosten genoemd. Koning-Stadhouder Willem III verbleef er regelmatig om met Van Keppel te jagen.
Van de oorspronkelijke tuinaanleg is niets over behalve enkele lanen. Rond 1800 werd de omgeving van het kasteel in landschappelijke stijl aangepast.
In de achttiende eeuw kwam De Voorst in handen van de familie Van Lynden en daarna Bentinck en Van Neukirchen genaamd Nyvenheim. In 1846 werd het aangekocht door Gerrit Hesselink die de zijvleugels en het koepeldak liet slopen en (delen van) het interieur liet verkopen. Het huis kwam vervolgens in handen van de familie Völcker. Zij lieten het in 1875 en 1909 restaureren. De zijvleugels en colonnades werden toen gereconstrueerd.
Het hoofdgebouw ging in 1943 door brand verloren. Landgoed en ruïne werden in 1951 gekocht door de Stichting Pensioenfonds van de Nederlandsche Heidemaatschappij die het huis in 1957 doorverkocht aan Stichting Vrienden der Geldersche Kasteelen. Deze liet het kasteel herbouwen/restaureren, wat in 1960 tot voltooiing kwam. In 1988 kon Geldersche Kasteelen een belangrijk deel van het omliggende landgoed aankopen.

## Bron
- Landgoed De Voorst op de site van Geldersch Landschap & Geldersche Kasteelen

Ampsen · Barlham · Beurse · Boedelhof · Brandsenburg · Cloese · Den Dam · Diepenbroek · Dorth · De Ehze · Enghuizen · Hackfort · Hagen · Holthuis · Kell · Kemnade · Keppel · Langen · Leemkuil · Lichtenberg · Marhulsen · De Marsch · 't Medler · Nettelhorst · Oolde · Oud Oolde · Overlaer · Roderlo · Rijsselt · 't Suideras · Ulenpas · 't Velde · Verwolde · De Voorst · Vorden · Walfort
Aalst · Aardenburg · Acquoy · Aerdt · Agistaldaburg · Ahof · Aldenhaag · Aller · Ambe · Ammersoyen · Ampsen · Andelst · Angeroyen · Appelburg · Appelse walburg · Appeltern · Arler · Baak · Babberich · Baer · Baerle · Bakerbosch · Balgoij · Barlham · Batenburg · Beek · Beerenclaauw · Bemmel · Bevervoorde · Bergh · Biljoen · Bingerden · Blankenborg (Laren) · Blankenborg · Blauwe Huis · Blokhuis (Ravenswaaij) · Boelenham · Boetselaersborg · Borculo · Boswaai · Brakel · Den Brakel · Den Bramel · Bredevoort · Broekhuizen · Bronkhorst · Bruchem · Bruinhorst · Brunsberg · Bulkestein · Bunswaard · Burcht van Tiel · Buren · De Buurse · Byland · Byvanck · Caetshage · Camphuysen · De Cannenburch · de Cloese · Coldenhove · Culemborg · Dedinckweerd · Delwijnen · Didam · Diepenbroek · Hof te Dieren · Huis Dijck · Dikke Tinne · Doddendaal · Dodewaard · Doornenburg · Doornik · Doorwerth · Dooyenburg · Dorth · Doseburg · Drakenburg · Dreumel · Druten · Duivelshuis · Eerbeek · De Ehze · Elburg · Eldrik · Emmerik · Engelenburg · Groot Engelenburg · Engelrode · Enghuizen · Enspijk · De Essenburgh · Essenpas · Est · Fokkinck · Gameren · Geerestein · Geldermalsen · De Gelderse Toren · Geldersweerd · Gellicum · Gendt · Gennepestein · Glindhorst · Goudenstein · ‘s-Grevenhoef · Groot Hell · Groenlo · Groesbeek · Huis te Groesbeek · Grunsfoort · Gulden Spijker · Hackfort · Hackforts Veenhuis · Hagen · Hagevoort · Hamerden · Hanepol · Harreveld · Harslo · Hassink · Het Haveke · Hedel · Heeckeren · De Heegh · Hees · De Heest · Hellouw · Hemmen · Hernen · Motte van Hernen · Heumen · Heusden · Hoekelum · Hoekenburg · De Hoeve · De Hof · Hof d'Ooy · Hof van Arkel · Huis het Holt · Holthuis · Het Holtslag · Ter Horst · Houberg · St. Hubertus · Huissen · Hulhuizen · Hulkestein · Hulsen · Hunneschans bij De Duno · Hunneschans bij Uddel · Jonker Bloo · 't Joppe · De Kamp · Karssenberg · Kemnade · Keppel · Kermestein · Kernhem · Kervel · Kiefskamp · De Kinkelenburg · Klein Enghuizen · Kleverburg · Kortenhoeve · Laag Helbergen · Lakenburg · Landfort · Langen · Latenstein · De Lathmer · Lathum · Ter Lede · Leegpoel · Leemcuyl · Leeuwen · Leeuwenbergh · Lensenburg · Lent · Leur · Leuvenum · Leyenburg · Lichtenvoorde · Lievenstein · Loenen · Loevestein · Loil · Loowaard · Luynhorst · Hof te Maasbommel · Magerhorst · Malburgen · Malderburcht · Malsen · Manhorst · Marhulsen · De Marsch · Marveld · Mathena · Maurik · Medel · Medestein · 't Medler · Meinerswijk · De Mellard · Mensink · Mergelp · Meteren · 't Meyerink · Middachten · Millingen · Mussenberg · Nagelhorst · Nederhagen · Nederhemert · Neerijnen · Huis Neerijnen · De Nesch · Nettelhorst · Nieuwe Blokhuis ·  Nijburg · Nijenbeek · Old Putten · Notenstein · Nye Huis · Olde Spijker · Oldenaller · Oldenhof (Driel) · Oldenhof (Heteren) · De Ooij · Oolde · Oud Oolde · Oosterhout · Ophemert · Opijnen · Oud Ampsen · Oude Blokhuis · Het Oude Loo · Oude Voorst · Oudenborch · Oud-Wisch · Huis te Overasselt · Overeng · Overhagen · Overlaar · 't Oye · Palmestein · De Parck · Persingen · Plekenpol · Ploen · Pluimenburg · Poederoijen · Poelwijck · Poelwijk · De Pol (Dreumel) · Huis de Poll (Huis te Gietelo) · De Poll (Huissen) · Pollenbering · Pollenstein · Puttenstein · Het Raasink · Ravenhorst · De Rees · Ressen · Reuversweerd · Reygersfoort · Rhijnestein · Huis Rijswijk · Rode Toren · Roode Wald · Rosande · Rosendael · Rossum · Rumpt · Ruurlo · Rijsselt · Schadewijk · Schaffelaar · Scherpenzeel · Schoonbroek · Schoonderbeek · Schoonenburg · Schuilenburg · Schuilkerke · Hof te Seelbeek · Sevenaer I · Sevenaer II · Sinderen (Oude IJsselstreek) · Sinderen (Voorst) · Slangenburg · Sleeburg · Slimsijp · De Snor · Soelen · Spaansweerd · Spaldorp · Spijk · Staverden · Sterkenburg · Swanepol · Tarthorst · Teisterbant (Kerk-Avezaath) · Teisterbant (Kerkdriel) · Ter Dicke · Tolhuis · Tolhuis (Tiel) · Tollenburg · Tongerlo · Toren van Wely · Tuil · Ubbergen · Uilenburg (Ewijk) · Uilenburg (Heteren) · Ulenpas · Ulft · Upladen · Valburg · Valkhofburcht · Valkhofpalts · Vanenburg · Varik · Hof te Varsseveld · 't Velde · Velhorst · Verwolde · Vierakker · De Voorst · Voorstonden · Vorden · Vosbergen · Vredenburg · Vredestein (Driel) · Vredestein (Ravenswaaij) · Vuren · Waardenburg · Waddestein · Wadenoijen · Waede · Wageningen · Walfort · 't Waliën · De Wardt · Watergoor · Watermeerwijk · Wayenstein (Huis te Herwijnen) · Well (Huis van Malsen) · Weijenrade · Westenburg · Westerholt · Weurt · De Wiersse · Wijenburg (Echteld) · De Wildenborch · De Wildt · Wilp · Wilperhorst · Winssen · Wisch · Wychen · Wolfswaard · Woolbeek · Yrst · IJzendoorn · Zeeland · Zilveren Spijker · Zuilichem · Zwaluwenburg · Zwanenburg (Heerde) · Zwanenburg (Megchelen)